# Марійська мова
Марійська мова — одна з угро-фінських мов. Поширена серед марійців, переважно в Республіці Марій Ел і Башкортостані. Традиційна українська назва — «чемериська мова». Належить до фінської групи цих мов (разом з прибалтійсько-фінськими, саамськими, мордовськими, удмуртською і комі мовами). Окрім Марій Ел, поширена також у басейні річки Вятки і східніше, до Уралу. У марійській мові дві говірки: гірська, поширена переважно на гірському березі Волги (біля Козьмодем'янська) і частково на луковому її березі, та лукова, поширена виключно на луковому березі (біля Йошкар-Оли); до лукової говірки примикають т.з. східні говори.

## Історія мови

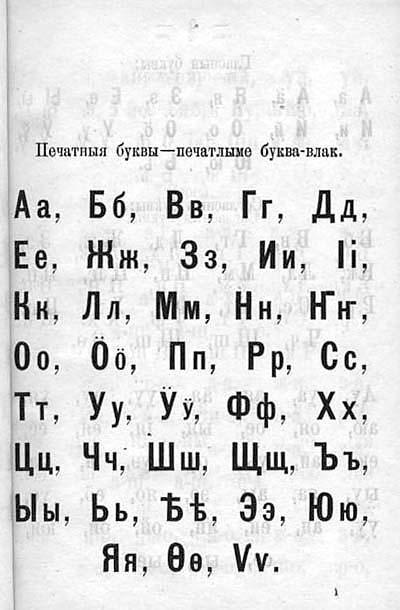
Абетка. 1887 рік

Історія марійської мови порівняно маловідома. Достовірно лише відомо, що вона сформувалась як марійська мова в Поволжі, але на територіях набагато західніших, ніж сучасні території її розповсюдження. Деякі підтвердження в справі встановлення хронологічних дат дають запозичення. Так, можна стверджувати, що перехід старого /с/ в /ш/ відбувся в марійській мові пізніше за початок татарського впливу, тобто не раніше XIII століття.

## Словниковий склад
У словнику марійської мови зазвичай встановлюють багато нашарувань. На якийсь час до нашої ери. випадають запозичення з індоєвропейських мов південно-східної Європи. На якийсь час з VII століття випадають запозичення з мови волзьких булгар. Число цих запозичень колосальне. Причина проникнення в марійську мову такого числа волзько-булгарських запозичень полягає поза сумнівом у тому, що марійці протягом багатьох століть жили у сфері напруженої економічної, політичної і культурної дії волзьких булгар.
На пізніший час випадають запозичення з татарської і російської мови. У післяжовтневу епоху у зв'язку з соціалістичною реконструкцією економіки, суспільно-політичних відносин і побуту в марійську мову проникло багато інтернаціональних (через російське посередництво) слів з царини політичної і виробничої термінології.

## Фонетика марійської мови
У даний час літературні марійські мови (гірськомарійська і лугомарійська) користуються абеткою, побудованою на основі так званої російської цивільної азбуки. Побудова абетки раціональна, принцип його — фонетичний. Склад буквених знаків такий:
1. Голосні: а, о, у, ä, ö, ÿ, э, и, також ы̆ і (гірськ.) ӹ; ä, ö, ÿ — це передні голосні, що відповідають заднім; а, о, у; ы̆ — це редукований (послаблений) задній голосний; ӹ — це редукований (послаблений) передній голосний; й — це голосний у функції приголосного (нескладовий).
2. Приголосні:

|                     | Задньояз. | Передньояз. | Губні |
| ------------------- | --------- | ----------- | ----- |
| Вибух. дзвінк.      | г         | д           | б     |
| « глух.             | к         | т           | п     |
| Довгі. дзвонк.      | —         | з ж         | в     |
| » глух.             |           | с ш         |       |
| Вибух.-довгі. глух. | —         | ц (горн.) ч |       |
| Л-ові               |           | л ль        |       |
| Р-ові               |           | р           |       |
| Носові              | Н         | н нь        | м     |

«Г» і «д» в більшості положень вимовляються з послабленим вибухом, так що багато дослідників приймають їх в більшості положень за тривалі приголосні (що невірно); іноді з послабленим вибухом вимовляються й інші вибухові приголосні, «в» вимовляється як губно-губний тривалий дзвінкий приголосний; «л» відноситься до числа так званих середньоєвропейських (схоже з нім. «l»).

## Сингармонізм
За своїм фонетичним ладом марійська мова вельми своєрідна, і в цьому відношенні вона різко відрізняється від інших угро-фінських мов. І голосні і приголосні підкоряються сингармонізму. Особливо повно розвинений сингармонізм у гірській говірці.

## Числівники
Числівники марійської мови використовують коротку і довгу форму.
| 1                         | 2          | 3          | 4          | 5          | 6          | 7          | 8               | 9             | 10 | 11             | 20   | 30    | 40    | 50    | 60    | 70    | 80       | 90      | 100  | 1000  |
| ------------------------- | ---------- | ---------- | ---------- | ---------- | ---------- | ---------- | --------------- | ------------- | -- | -------------- | ---- | ----- | ----- | ----- | ----- | ----- | -------- | ------- | ---- | ----- |
| Ик, икыт (ончыч — перший) | Кок, кокыт | Кум, кумыт | Ныл, нылыт | Виз, визыт | Куд, кудыт | Шым, шымыт | Кандаш, кандаше | Индеш, индеше | Лу | Латик, латикыт | Коло | Кумло | Нылле | Витле | Кудло | Шымлу | Кандашлу | Индешлу | Шӱдӧ | Тӱжем |

## Займенники
| Правопис | Займенник       | Pronoun     |
| -------- | --------------- | ----------- |
| Мый      | Я               | I           |
| Тый      | Ти              | Thou        |
| Тудо     | Він, вона, воно | He, she, it |
| Ме       | Ми              | We          |
| Те       | Ви              | You         |
| Нуно     | Вони            | They        |

## Приклад
«Заповіт» Т. Шевченка лукомарійською мовою (переклав Міклай Казаков)
| СУГЫНЬ МУТ Мый колем гын, тойыза те: Кӱкшака курганеш, Степь покшелан, шерге-лишыл: Украина мландеш. Днепрын вӱдшӧ, тура серже: Да пасу лойгалтме: Койышт ыле, шоктыж ыле: Днепрын мӱгыралтме. Украина гычын мушкылт: Канде теҥыз деке: Тушман еҥын осал вӱржӧ Йоген кайымеке, Нурым, курыкым кодем мый, Юмо дек кӱзалын: Кумалаш… а тудо марте: Юмым ялт ом пале. Тойыза да рӱж кынелза, Чепым кӱрышт шуыза: Да тушманын вӱржӧ дене: Эрыкым те мушса. Мыйымат кугу ешдаште: Эрыкаҥ, уэмын, Ида мондо, шарналталза: Ныжыл шомак дене. |

Джерело: Українська бібліотека

## В освіті
Перший підручник марійською мовою з'явився у 1775 р. Ним стала граматика марійської мови — «Сочинения, принадлежащие к грамматике черемисского языка». Першими навчальними посібниками у марійських школах були «Черемисская грамматика» А. Альбінського (1837), букварі І. Кедрова (1867) та Г. Яковлева (1870).
У 1908 р. з'явився перший підручник з арифметики марійською «Марла чот» П. Глездньова та В. Васильєва. Згодом з'явились навчальні посібники з алгебри та геометрії, а також з хімії та фізики, географії, біології, зоології, історії та суспільствознавства. Фактично, у першій половині ХХ ст. вчені В. Мухін, Н. Мухін, Н. Орлов, І. Борісов, С. Чавайн, І. Шабдаров, Я. Ялкайн розробили і запровадили в науковий обіг марійську наукову термінологію з усіх галузей природничих та гуманітарних наук. З 1908 по 1960 рр. було підготовлено та видано 500 назв підручників марійською мовою.
Починаючи з 1959/60 навчального років, посилаючись на постанову Верховної Ради Марійської АРСР від 16.06.1959 «Про зміцнення зв'язку школи з життям та подальшим розвитком народної освіти в Марійській АРСР» почався перехід учнів з 5 класу повністю на російську мову навчання. З цього моменту припиняється видання та поширення у навчальних закладах підручників марійською мовою з природничих дисциплін. Пізніше відбулась повна русифікації і початкових класів. Марійська була цілковито усунена з навчально-виховного процесу.
З розпадом СРСР, у 1994 р. був виданий підручник з математики М. Моро та С. Степанової в перекладі на марійську Є. Єгоркіної та К. Іванова, а також підручник з природознавства А, Кукліна та А. Пєкпаєва (2006).

## Поширеність та вжиток
- 2012 рік: вийшов у прокат російський повнометражний художній фільм «Небесні дружини лугових марі», повністю озвучений марійською мовою.
- 2010 рік: два депутати Європарламенту від Фінляндії Гейді Гаутала (голова підкомітету з прав людини) та Сату Гассі звернулись з листом до влади Пермського краю та Суксунського району. У листі депутати висловили стурбованість ліквідацією Васькінської школи (де факультативно викладалась марійська мова).[3]
- 2010 рік: в мережі інтернет з'явився електронний російсько-марійський та марійсько-російський словник, розроблений на базі 10-томника Словника марійської мови.[4]
- 2010 рік: в мережі інтернет розпочало багатоканальне мовлення інтернет-версія Марій Ел Радіо.[5]
- 2010 рік: в мережі інтернет з'явився електронний англо-марійський та марійсько-англійський словник, який нараховує 8000 слів.[6]
- 2010 рік: на вебсторінці Міністерства культури Республіки Марій Ел з'явився проєкт російсько-англійсько-марійського словника комп'ютерних термінів. Автор проєкту Андрій Чемишев.[7]
- 2010 рік: інтернет-видання MariUver оприлюднило публікацію, в якій висвітлюються факти зневажливого та принизливого ставлення педагогів-росіян у муніципальних дошкільних навчальних закладів до марійськомовних малюків.[8]
- 2010 рік: адвокат з Республіки Марій Ел Владімір Іванов відкрив інтернет-сайт своєї адвокатської контори двома мовами: російською та марійською. Також він розмістив на своєму сайті посібник з діловодства марійською мовою.[9]
- 2010 рік: письменник Василь Регеж-Горохов видав книгу творів Корнія Чуковського марійською мовою. Наклад: 2000 примірників.[10]
- 2009 рік: створена марійськомовна Вікіпедія.[11]
- 2009 рік: у Башкортостані в селі Сусади-Ебалак Янаульського району відкрили бюст основоположнику марійського мовознавства Валеріану Васильєву.[12]
- 2009 рік: підручник з марійської мови авторства Любові Майкової став лауреатом всеросійського конкурсу «Найкраща книга року» у номінації «Найкраща навчальна книга».[13]
- 2009 рік: Спілка Марійської Молоді «У вий», товариство міжкультурних зв'язків «ВийАр», Марійський Національний Конгрес та ряд інших громадських організацій за підтримки Міністерства культури Марій Ел провели конкурс «Мый марла ойлем!» («Я розмовляю марійською!») — мета конкурсу — розширення сфери вжитку марійської мови.[14]
- 2009 рік: в інтернеті з'явився перший марійсько-російський словник. Віртуальне видання було створено на базі словника марійських лінгвістів Валеріана Васільєва та Зіновія Учаєва. Розробив словник та розмістив його на спеціальному сайті Вячеслав Кілєєв. Словник містить більш як 8 000 найвживаніших марійських слів.[15]
- 2009 рік: МВС Марій Ел запустило марійськомовну версію свого сайту.[16]
- 2009 рік: головний редактор газети «Мер Ой» Анатолій Смірнов звернувся до Міграційної служби Марій Ел з проханням запровадити у паспорти громадян РФ, що мешкають в республіці спеціальні сторінки марійською мовою.[17]
- 2009 рік: представники марійської інтелігенції анонімно звернулись до угорської газети «BARIKÁD» з проханням допомогти відстояти права марійців на рідну мову та культуру в умовах русифікації.[18]
- 2004 рік: Міський суд Йошкар-Оли задовільнив позов мешканця Йошкар-Оли Республіки Марій Ел Валерія Одінцова про видачу йому паспорта з вкладкою марійською мовою. Проте до 2008 року це рішення не було виконане. Згодом управління Федеральної міграційної служби подало позов про зупинення цього рішення. Підставою для подання такого позову зі сторони Федеральної міграційної служби стала та обставина, що, буцімто, виконавча влада не виготовляє вкладок до паспорта. Вже у 2010 році президент Республіки Марій Ел Лєонід Маркєлов зробив заяву про те, що відсутність вкладки у паспорті громадянина РФ марійською мовою не є порушенням конституційних прав громадян.[19]